# 임우일
임우일(1981년 7월 8일~)은 대한민국의 희극 배우다.

## 학력
- 동아방송예술대학교 영상제작계열과

## 출연 작품
- 《개그콘서트》 (KBS2)

〈고! 스톱?〉
〈고집불통〉아파트 경비원 역
〈그들만의 스타〉
〈그래 이거야〉
〈그땐 그랬지〉
〈극과 극〉S극 역
〈날 보러 와요〉
〈닭치高〉불닭 역
〈댄수다〉단장 역
〈리액션 야구단〉
〈모던보이〉
〈미필적 고의〉비서 역 (4월 14일 방영분에서 가해자역으로 나온다.)
〈불편한 진실〉
〈빅 픽처〉
〈사랑이 LARGE〉식당 직원 역
〈세.젤.예 (세상에서 제일 예민한 사람)〉손님 역
〈슈퍼스타 KBS〉
〈시청률의 제왕〉
〈신사동 노랭이〉코로스 역
〈아빠와 아들〉
〈어른들을 위한 동화〉
〈영화는 영화다〉
〈우리는 1하나〉
〈이찬의 상상은 현실이 된다〉
〈일당 Back〉
〈잉? 터뷰〉
〈투잡 공화국〉관광객 역
〈팀을 위한 길〉
〈편하게 있어〉
〈핑크레이디〉
〈해보고 싶었습니다〉범죄자 역
〈10년 후〉권재관의 부하 역
〈K-JOB 스타〉
- 《한판만 시즌 3》 (온게임넷)
- JTBC 《장르만 코미디》

## 공연
- 제4회 부산국제코미디페스티벌 - 코미디몬스터즈
- 개그앤디제이페스티벌 - 코디미몬스터

## 유행어
- 공연 준비됐지,음악 준비됐지,오늘 실수하면 안된다,OK?(댄수다)
- 으윽~ 열받아~ 으윽~ 열받아 빠박!(닭치高)
- 애들도 있는데 나만 시켜요?(닭치高)
- 00아! 넌 내맘 아니?(날 보러 와요)
- 여깁니다 형님!(10년 후)
- 이 가게 아줌마가 3개월째 돈을 안갚습니다 형님!(10년 후)
- ○○은 난 모르겠고!(고집불통)
- ○○ 하면 안돼!(고집불통)
- 또라이니?(고집불통)
- 어이!어이!(고집불통)
- 응당 맞는말이야!(고집불통)
- 목숨 관리하는거야(영화는 영화다)
- 농담입니다(사랑이 LARGE)
- 다 드세요!(사랑이 LARGE)
- 여기에 있는 거 다요?(사랑이 LARGE)
- 이만한 걸요?(사랑이 LARGE)
- 네 저 ○○ 구하러 ○○에 있는 ○○○에 다녀올게요. (사랑이 LARGE)
- 음식 나왔습니다!(사랑이 LARGE)
- 저기요 지금 제 얘기하셨죠? 지금 저 00라고 놀리셨잖아요!(세.젤.예(세상에서 제일 예민한 사람))

## 수상
- 2016년 KBS 연예대상 코미디부문 최우수코너상
- 2024년 MBC 방송연예대상 쇼•버라이어티 부문 남자 인기상

1. ↑  개콘 영화는 영화다에서 성서를 찢으려다가 모태신앙이라고 밝혀서 찢지못했다.